# Rifaiyya
Rifaiyya és una de les principals confraries sufís notable per l'extravagància d'algunes pràctiques dels seus membres. Fou fundada per Àhmad ar-Rifaí al segle xii a l'Iraq i es va estendre cap a Síria i Egipte; al segle xvi va arribar al Magreb. A l'inici del segle xix foren descrites pràctiques com encantar serps i tombar-se sobre claus o vidres que van acabar perseguides per les autoritats egípcies. Van subsistir al segle xx a Egipte i en menor mesura a Síria.